# Marry Me, Marry You
Marry Me, Marry You é uma telenovela filipina produzida pela Dreamscape Entertainment e exibida pela Kapamilya Channel de 13 de setembro de 2021 a 21 de janeiro de 2022.
É protagonizada por Janine Gutierrez e Paulo Avelino.

## Enredo
A história é sobre um casal que navega pelas expectativas tradicionais ligadas ao casamento que vão além do parceiro, incluindo sua família e amigos.

## Elenco

### Elenco principal
- Janine Gutierrez como Camille Miraflor
- Paulo Avelino como Andrei P. Legaspi

### Elenco de apoio
- Sunshine Dizon como Paula Justiniano
- Cherry Pie Picache como Elvie Zamora
- Vina Morales como Marvi Jacinto
- Edu Manzano como Emilio Legaspi
- Teresa Loyzaga como Lavinia
- Lito Pimentel como Victor Zamora
- Joko Diaz como Aljo Justiniano
- Jett Pangan como Myke Jacinto
- Jake Ejercito como Cedric Banes
- Iana Bernandez como Patricia
- Adrian Lindayag como Kelvin Zamora
- Fino Herrera como Luke
- EJ Jallorina como Dexie
- Keann Johnson como Xavier Legaspi
- Meann Espinosa como Toni
- Luis Vera Perez como Jomer Jacinto
- Angelica Lao como Jamie Jacinto
- Analain Salvador como Koleene Justiniano
- Mariella Laurel como Bella
- Joel Saracho como Martin Mercado
- Pontri Bernardo

### Elenco de convidados
- Lotlot de Leon como Judith Miraflor
- Angeline Tan como Camille Miraflor (jovem)
- Izzy Canillo como Andrei P. Legaspi (jovem)
- Akihiro Blanco como Rick
- Marvin Yap como Delgado

## Exibição
| País/Região      | Emissora          | Data de estréia        | Data de final         | Título              |
| ---------------- | ----------------- | ---------------------- | --------------------- | ------------------- |
| Filipinas        | Kapamilya Channel | 13 de setembro de 2021 | 21 de janeiro de 2022 | Marry Me, Marry You |
| Filipinas        | A2Z               | 13 de setembro de 2021 | 21 de janeiro de 2022 | Marry Me, Marry You |
| Filipinas        | TV5               | 13 de setembro de 2021 | 21 de janeiro de 2022 | Marry Me, Marry You |
| Estados Unidos   | TFC               | setembro de 2021       | janeiro de 2022       | Marry Me, Marry You |
| Canadá           | TFC               | setembro de 2021       | janeiro de 2022       | Marry Me, Marry You |
| Japão            | TFC               | setembro de 2021       | janeiro de 2022       | Marry Me, Marry You |
| Coreia do Sul    | TFC               | setembro de 2021       | janeiro de 2022       | Marry Me, Marry You |
| Taiwan           | TFC               | setembro de 2021       | janeiro de 2022       | Marry Me, Marry You |
| Hong Kong        | TFC               | setembro de 2021       | janeiro de 2022       | Marry Me, Marry You |
| Malásia          | TFC               | setembro de 2021       | janeiro de 2022       | Marry Me, Marry You |
| Indonésia        | TFC               | setembro de 2021       | janeiro de 2022       | Marry Me, Marry You |
| Singapura        | TFC               | setembro de 2021       | janeiro de 2022       | Marry Me, Marry You |
| Papua-Nova Guiné | TFC               | setembro de 2021       | janeiro de 2022       | Marry Me, Marry You |
| Austrália        | TFC               | setembro de 2021       | janeiro de 2022       | Marry Me, Marry You |
| Nova Zelândia    | TFC               | setembro de 2021       | janeiro de 2022       | Marry Me, Marry You |
| Europa           | TFC               | setembro de 2021       | janeiro de 2022       | Marry Me, Marry You |
| Médio Oriente    | TFC               | setembro de 2021       | janeiro de 2022       | Marry Me, Marry You |